# Бадминтон на Летњим олимпијским играма 2024 — жене појединачно
Турнир у бадминтону за жене у појединачној конкуренцији на Љетњим олимпијским играма 2024. године је одржан од 27. јула до 5. августа 2024. године у Порт де ла Шапел Арена у Паризу. На турниру се такмичило укупно 39 играча из 34 земље. Кинескиња Чен Јуфеј била је бранилац олимпијске титуле, али није успјела да задржи титулу након што је елиминисана у четвртфиналу од коначног освајача сребрне медаље Хе Бингђао.

## Формат такмичења
У такмичење у бадминтону на Олимпијским играма учествовало је 39 играча који су били подјељени у 13 група од по три играча. Играли су турнир по кругу, а првопласирани играч је прошао у нокаут фазу. Сваки меч је одигран у бест-оф-3.

## Распоред
Распоред је био сљедећи.
| P | Жријеб | R | Шеснаестина финала | QF | Четвртфинале | SF | Полуфинале | M | Такмичење за медаље |

| 27. јул | 28. јул | 29. јул | 30. јул | 31. јул | 1. август | 2. август | 3. август | 4. август | 5. август |
| ------- | ------- | ------- | ------- | ------- | --------- | --------- | --------- | --------- | --------- |
| P       | P       | P       | P       | P       | R         |           | QF        | SF        | M         |

## Жријеб
Извлачење такмичара је одржано 12. јула 2024. године.

## Носиоци
Првих 13 играча на БВФ свјетској ранг листи су били носиоци.
1. Ан Сејунг (златна медаља)
2. Чен Јуфеј (четвртфинале)
3. Tai Tzu-ying (групна фаза)
4. Каролина Марин (четврто мјесто)
5. Чен Јуфеј (четвртфинале)
6. Хе Бингђао (сребрна медаља)
7. Грегорија Маришка Тунџунг (бронзана медаља)
8. Аја Охори (четвртфинале)
9. Beiwen Zhang (групна фаза)
10. P. V. Sindhu (групна фаза)
11. Supanida Katethong (групна фаза)
12. Kim Ga-eun (групна фаза)
13. Yeo Jia Min (групна фаза)

## Групна фаза
Сва времена су локална (UTC+2).
Легенда
- Pld = број мечева
- W = побједа
- L = пораз
- GF = добијени мечеви
- GA = изгубљени мечеви
- GD = разлика у мечевима
- PF = добијени поени
- PA = изгубљени поени
- PD = разлика у поенима
- Pts = Поени

### Група А
| Позиција | Тим                | Pld | W | L | GF | GA | GD | PF | PA | PD  | Pts | Квалификације    |
| -------- | ------------------ | --- | - | - | -- | -- | -- | -- | -- | --- | --- | ---------------- |
| 1        | Ан Сејунг          | 2   | 2 | 0 | 4  | 0  | +4 | 84 | 38 | +46 | 2   | Четвртина финала |
| 2        | Калојана Налбатова | 2   | 1 | 1 | 2  | 2  | 0  | 68 | 78 | −10 | 1   |                  |
| 3        | Qi Xuefei          | 2   | 0 | 2 | 0  | 4  | −4 | 48 | 84 | −36 | 0   |                  |

Извор: Olympics
(H) Домаћин
| Датум   | Вријеме | Такмичарка 1 | Бодови | Такмичарка 2       | Сет 1 | Сет 2 | Сет 3 | Извор     |
| ------- | ------- | ------------ | ------ | ------------------ | ----- | ----- | ----- | --------- |
| 28. јул | 15:40   | Ан Сејунг    | 2–0    | Калојана Налбатова | 21–15 | 21–11 |       | Извјештај |
| 30. јул | 14:00   | Qi Xuefei    | 0–2    | Калојана Налбатова | 18–21 | 18–21 |       | Извјештај |
| 31. јул | 19:30   | Ан Сејунг    | 2–0    | Qi Xuefei          | 21–5  | 21–7  |       | Извјештај |